# Veazie (Maine)
Veazie ist eine Town im Penobscot County des Bundesstaates Maine in den Vereinigten Staaten. Im Jahr 2020 lebten dort 1814 Einwohner in 857 Haushalten auf einer Fläche von 8,34 km².

## Geografie
Nach dem United States Census Bureau hat Veazie eine Gesamtfläche von 8,34 km², von denen 7,85 km² Land sind und 0,49 km² aus Gewässern bestehen.

### Geografische Lage
Veazie liegt im Südosten des Penobscot Countys am Penobscot River, der die östliche Grenze der Town bildet und in südliche Richtung fließt. Die Oberfläche ist eben, ohne nennenswerte Erhebungen.

### Nachbargemeinden
Alle Entfernungen sind als Luftlinien zwischen den offiziellen Koordinaten der Orte aus der Volkszählung 2010 angegeben.
- Norden: Orono, 4,3 km
- Osten: Eddington, 9,4 km
- Süden: Brewer, 7,2 km
- Westen: Bangor, 6,5 km

### Stadtgliederung
In Veazie gibt es mit dem Village Veazie nur ein Siedlungsgebiet.

### Klima
Die mittlere Durchschnittstemperatur in Veazie liegt zwischen −7,8 °C (18 °Fahrenheit) im Januar und 20,0 °C (68 °Fahrenheit) im Juli. Damit ist der Ort gegenüber dem langjährigen Mittel der USA um etwa 9 Grad kühler. Die Schneefälle zwischen Oktober und Mai liegen mit bis zu zweieinhalb Metern mehr als doppelt so hoch wie die mittlere Schneehöhe in den USA; die tägliche Sonnenscheindauer liegt am unteren Rand des Wertespektrums der USA.

## Geschichte
Die Gründung von Veazie geht auf General Samuel Veazie zurück. Am 26. März 1853 wurde Veazie als Town organisiert. Zuvor gehörte das Gebiet zum Gebiet von Bangor. Im Jahr 1889 wurde ein Teil von Veazie an Bangor zurückgegeben.

### Einwohnerentwicklung
| Volkszählungsergebnisse – Town of Veazie, Maine | Volkszählungsergebnisse – Town of Veazie, Maine | Volkszählungsergebnisse – Town of Veazie, Maine | Volkszählungsergebnisse – Town of Veazie, Maine | Volkszählungsergebnisse – Town of Veazie, Maine | Volkszählungsergebnisse – Town of Veazie, Maine | Volkszählungsergebnisse – Town of Veazie, Maine | Volkszählungsergebnisse – Town of Veazie, Maine | Volkszählungsergebnisse – Town of Veazie, Maine | Volkszählungsergebnisse – Town of Veazie, Maine | Volkszählungsergebnisse – Town of Veazie, Maine |
| Jahr                                            | 1800                                            | 1810                                            | 1820                                            | 1830                                            | 1840                                            | 1850                                            | 1860                                            | 1870                                            | 1880                                            | 1890                                            |
| ----------------------------------------------- | ----------------------------------------------- | ----------------------------------------------- | ----------------------------------------------- | ----------------------------------------------- | ----------------------------------------------- | ----------------------------------------------- | ----------------------------------------------- | ----------------------------------------------- | ----------------------------------------------- | ----------------------------------------------- |
| Einwohner                                       |                                                 |                                                 |                                                 |                                                 |                                                 |                                                 | 893                                             | 810                                             | 622                                             | 650                                             |
| Jahr                                            | 1900                                            | 1910                                            | 1920                                            | 1930                                            | 1940                                            | 1950                                            | 1960                                            | 1970                                            | 1980                                            | 1990                                            |
| Einwohner                                       | 555                                             | 557                                             | 504                                             | 568                                             | 597                                             | 776                                             | 1354                                            | 1556                                            | 1610                                            | 1633                                            |
| Jahr                                            | 2000                                            | 2010                                            | 2020                                            | 2030                                            | 2040                                            | 2050                                            | 2060                                            | 2070                                            | 2080                                            | 2090                                            |
| Einwohner                                       | 1744                                            | 1919                                            | 1814                                            |                                                 |                                                 |                                                 |                                                 |                                                 |                                                 |                                                 |

## Wirtschaft und Infrastruktur

### Verkehr
Durch Veazie führen die Interstate 95 und der U.S. Highway 2. Beide verlaufen in nordsüdlicher Richtung und verbinden Veazie mit Portland und Bangor im Süden und der kanadischen Grenze im Norden.

### Öffentliche Einrichtungen
In Veazie befinden sich keine medizinischen Einrichtungen oder Krankenhäuser. Nächstgelegene für die Bewohner von Veazie sind in Bangor und Orono.
Veazie besitzt keine eigene Bücherei. Die nächstgelegenen sind in Orono und Bangor.

### Bildung
Für die Schulbildung in Veazie ist das Veazie School Department zuständig. In Veazie befindet sich die Veazie Community School mit Schulklassen von Kindergarten bis zum 8. Schuljahr.